# Monte Brugiana
Il Monte Brugiana è una montagna di 973 metri, al confine tra i comuni di Massa e Carrara, all'interno del territorio protetto del Parco naturale regionale delle Alpi Apuane.
Sulle pendici del monte Brugiana si trova il Parco della Resistenza, costruito per onorare la memoria dei partigiani apuani che si erano stabiliti sul monte.

## Origini del nome
Il nome "Brugiana" deriva dal verbo del latino volgare brusiare, toscanicizzato poi nella forma dell'italiano corrente bruciare.
Nella pronuncia dialettale la g ha suono fricativo (fricativa postalveolare sonora [ʒ]).
Molti credono che il nome derivi dalla leggenda secondo cui il Monte Brugiana sia un antico vulcano spento, ma questa credenza risulta essere falsa in quanto il monte non è affatto un vulcano. Altri credono invece che sia il nome del monte sia la leggenda derivino dal fatto che anticamente si usasse fare grossi fuochi di segnalazione sulla cima e dall'usanza dei pastori di bruciare le erbe sui versanti per ottenere pascoli migliori.

## Geologia

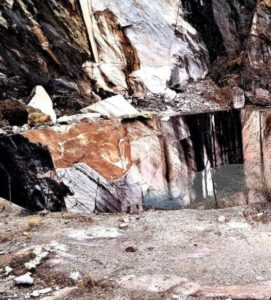
Immagine di Cava Combratta

Il Monte Brugiana fa parte di un'area geologica distinta dal nucleo metamorfico principale delle Alpi Apuane (detto "autoctono"), chiamata "Unità di Massa".
Il monte è frequentato sin dalla protostoria per la presenza, sulle sue pendici, di ferro e altri minerali.
Tracce di ardesia possono essere trovate sulla sommità e sui versanti del monte. Proprio dal Monte Brugiana venivano ricavate, infatti, delle piastre di ardesia che erano utilizzate per ricoprire i tetti delle abitazioni massesi.
Il monte è ricco di marmi a muscovite caratterizzati dalla presenza di fossili e dal colore bianco-giallastro che li distingue dai normali marmi bianchi apuani, geologicamente più giovani. Questa ricchezza marmifera ha portato all'apertura di alcune cave già dal XVII secolo; due di queste cave, poste a 700 metri d'altezza e ben visibili dal mare, macchiano la ricca vegetazione con una ferita bianca che contraddistingue il versante meridionale. Tali cave sono duramente criticate dal movimento No Cav.
Siti estrattivi abbandonati e ricoperti dalla vegetazione sono disseminati su tutto il monte, ma rimangono tuttavia attive alcune cave nonostante la richiesta del Comune di Massa di rimuovere il monte dall'elenco dei siti estrattivi e le proteste del CAI, sezione di Carrara, per le contaminazioni di alcune sorgenti a causa di Cava Combratta, nella zona Nord in territorio carrarese; proteste che hanno portato allo stop dei lavori di estrazione a Fossa Combratta.

## Sentieri

### Nel passato

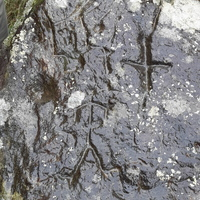
Incisioni su un masso ritrovato presso la Ciampa del Diavolo sul monte Brugiana

Alcuni studi condotti sulla zona hanno dato vita all'ipotesi per cui, già in epoca protostorica, sul monte Brugiana fossero presenti dei sentieri creati artificialmente che dalla piana costiera arrivavano ad aprirsi sulla Lunigiana correndo a mezza costa sul Monte Brugiana e sulla valle del Frigido, sfruttando la presenza di materie prime come il ferro, sul monte stesso.
Alcuni ritrovamenti archeologici nei pressi della Ciampa del Diavolo fanno pensare che queste vie fossero presenti già in epoca mesolitica e, quasi sicuramente, in epoca medioevale insieme ad altre strade in cresta al monte e sui monti vicini. Lungo queste strade sono stati ritrovati alcuni massi con incisioni di antropomorfi filiformi e alcune croci: i primi sono caratteri tipici dell'epoca protostorica, mentre le croci sono facilmente riconducibili all'epoca medioevale.
Il carattere agevole del passo delle foci sul monte Brugiana ha permesso la sua frequentazione già in epoche protostoriche al contrario dai sentieri in cresta che sono stati utilizzati in periodi storici in cui la difesa del territorio era più importante come, per esempio, durante le guerre tra i Romani e i Liguri-apuani.

### Nel presente
La vetta del monte Brugiana è oggi facilmente raggiungibile attraverso il sentiero 152 del CAI. Il sentiero 152 parte da Carrara ma può essere accorciato partendo dalla frazione del comune carrarese che si trova sulle pendici ovest del monte: Bergiola Foscalina.
Il sentiero 152 è il percorso più praticato dagli escursionisti ma non è l'unica via che permette di arrivare in vetta al monte. Sul percorso del 152 si incontra, infatti, una diramazione che permette di imboccare il sentiero 151: una vecchia strada di cava nel bosco che porta sulla cima del Monte Brugiana passando dal versante est, superando l'antecima di 947 metri.
Dal versante massese si può raggiungere un'altitudine di 800 metri percorrendo una strada sterrata che parte poco sopra il paese di Bergiola Maggiore; questa strada è facilmente percorribile anche in macchina e permette di arrivare al Parco della Resistenza e di congiungersi col sentiero 151 per raggiungere la vetta del monte.
Molti viottoli e sentieri non numerati sono ben conosciuti dalla popolazione locale, oltre che a strade di cava che si dirigono verso i bacini marmiferi dei monti carraresi.

## Il Monte Brugiana e la Resistenza

### Formazioni partigiane
Durante la Resistenza i monti di Massa svolsero un ruolo importante per i partigiani.
Il Monte Brugiana divenne la base di due formazioni partigiane:
- La Ceragioli, che aderì poi al Gruppo dei Patrioti Apuani
- La Cartolari, garibaldina, chiamata così in onore di Aldo Cartolari: partigiano che si credeva morto nella Strage di Forno ma che fu invece deportato e ucciso in un campo di sterminio in Germania.

Dal Monte Brugiana partirono  diverse operazioni da parte di queste due compagini. Nei primi di giugno del 1944 la formazione Ceragioli attuò una temporanea occupazione del paese di Colonnata e, insieme a una formazione proveniente dalla Versilia, il 9 giugno occupò il paese di Forno fino al 13 giugno, giorno della strage.
Anche la Cartolari compì diverse azioni, fra cui un attacco ad una postazione tedesca nei pressi di Castagnola che costò la vita a Federico Moisé ed Enzo Vipera e portò alla cattura e alla tortura di Aldo Salvetti, che, ritrovato morto crocefisso ad un portone, divenne poi simbolo della lotta antifascista nella città di Massa.

### Eccidio di Bergiola

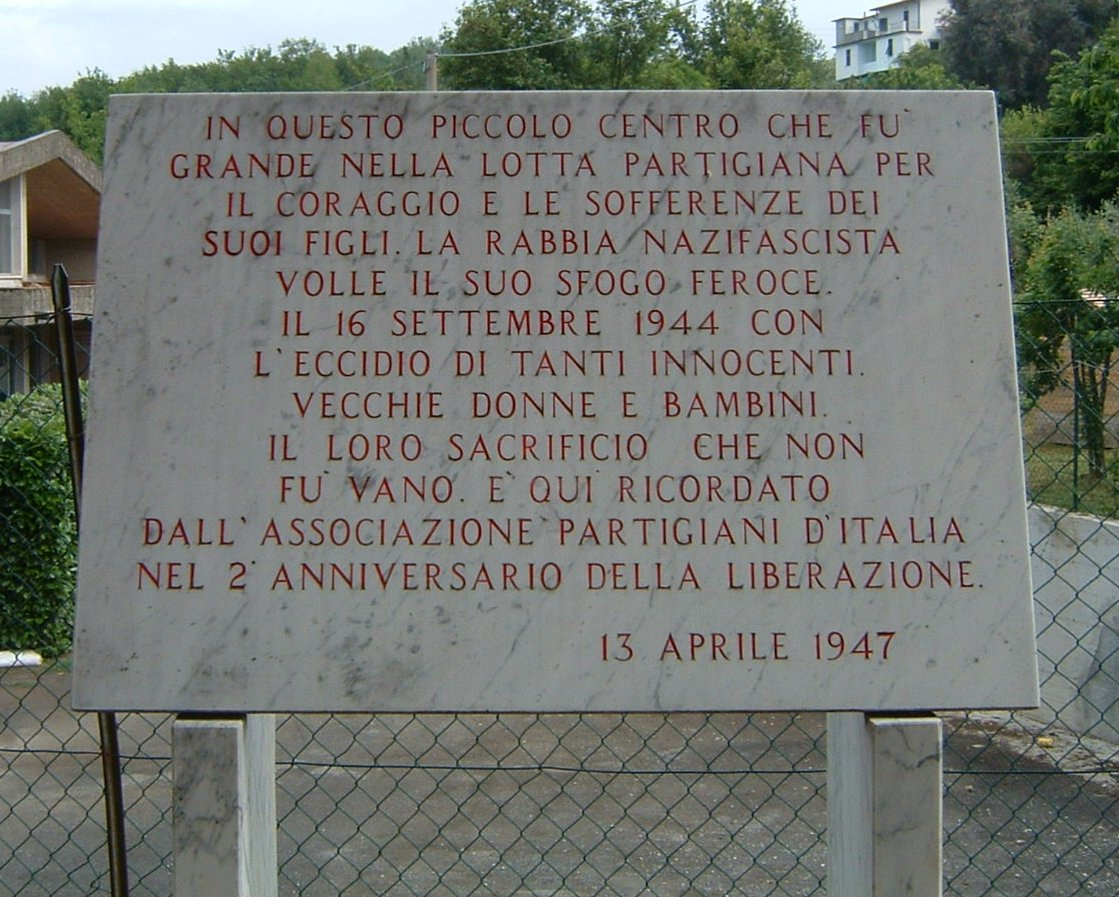
Lastra in ricordo dei caduti nell'eccidio di Bergiola, posta nei pressi della scuola elementare.

Sulle pendici del Monte Brugiana il 16 settembre 1944 venne compiuto un eccidio per mano di un battaglione delle SS comandato dal maggiore Walter Reder. Per vendicare l'uccisione di un soldato tedesco nei pressi della località Foce, le SS entrarono nel paese di Bergiola Foscalina, facente parte del comune di Carrara e posto sul versante ovest del monte. Nonostante il sacrificio di un maresciallo della Guardia di Finanza, Vincenzo Giudice, i tedeschi rinchiusero la popolazione rimasta in paese (formata perlopiù da donne, anziani e bambini dopo che gli uomini avevano abbandonato le loro case a seguito di reiterate minacce) e la rinchiusero all'interno della scuola elementare cui poi diedero fuoco. Morirono 71 persone.
Vincenzo Giudice venne insignito della Medaglia d'Oro.

### Parco della Resistenza

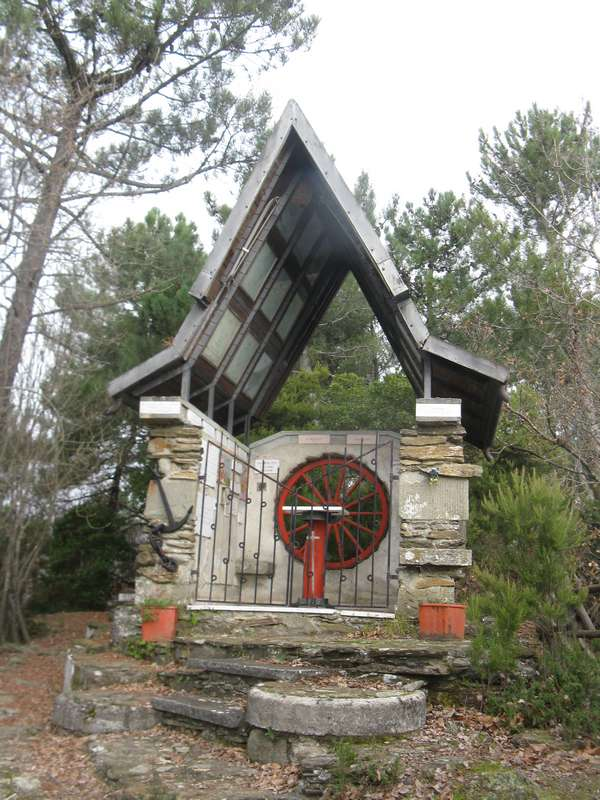
Monumento del Parco della Resistenza sul Monte Brugiana

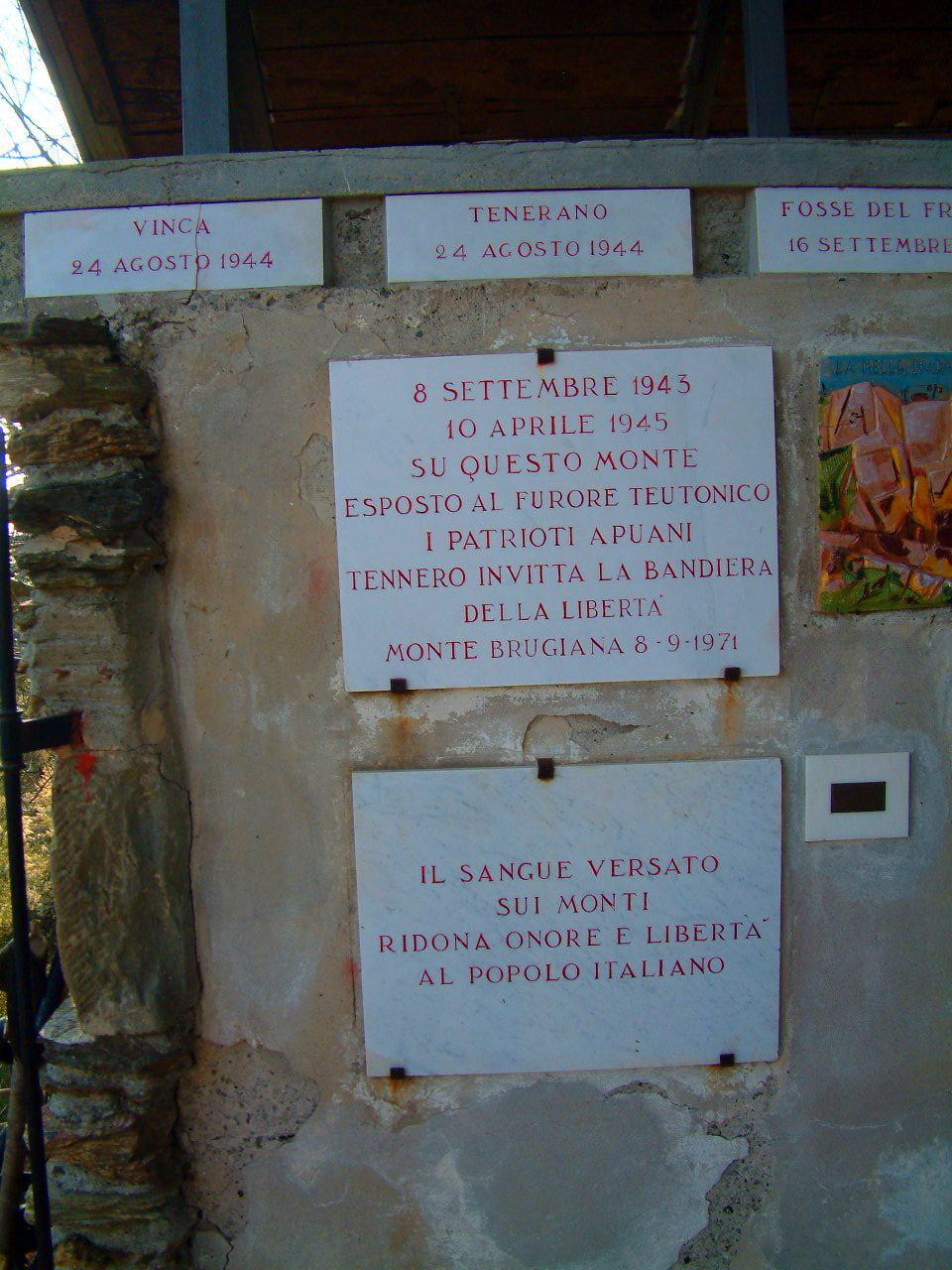
Alcune lastre presenti nel Parco

Sul versante ovest del Monte Brugiana, sopra il paese massese di Bergiola Maggiore, si trova il Parco della Resistenza.
Ideato e realizzato da Mario Angelotti (conosciuto con il nome di battaglia partigiano di "ConteGiò": Massa 1920 / Massa 1991), artista massese ed ex partigiano, il Parco della Resistenza è un luogo all'aperto dove sono raccolte targhe commemorative e monumenti di vario genere, oltre ad alcuni cimeli militari, per ricordare sia i caduti partigiani, sia i lavoratori apuani che persero la vita nel tentativo di liberare l'Italia dall'occupazione nazi-fascista.
Il parco è facilmente raggiungibile seguendo la strada che porta da Massa a Bergiola Maggiore, per poi proseguire sulla strada sterrata e continuare a piedi per un breve pezzo di strada.
Nel 2019, tuttavia, il parco è in uno stato di degrado e numerose sono state le proteste della popolazione per il mancato rispetto nei confronti delle opere d'arte, esposte nel piccolo sacrario, e delle lastre commemorative.

## La croce sul Monte Brugiana
Sulla cima del Monte Brugiana, a 974 metri di altezza sul livello del mare, è posta una croce di ferro di 8 metri e dal peso di 7,5 quintali. 
La croce fu fabbricata e trasportata sulla sommità del monte su iniziativa dei giovani di Azione Cattolica Mirteto, a memoria dei caduti della Seconda guerra mondiale e tutti i lavoratori morti sulle cave dello stesso monte.

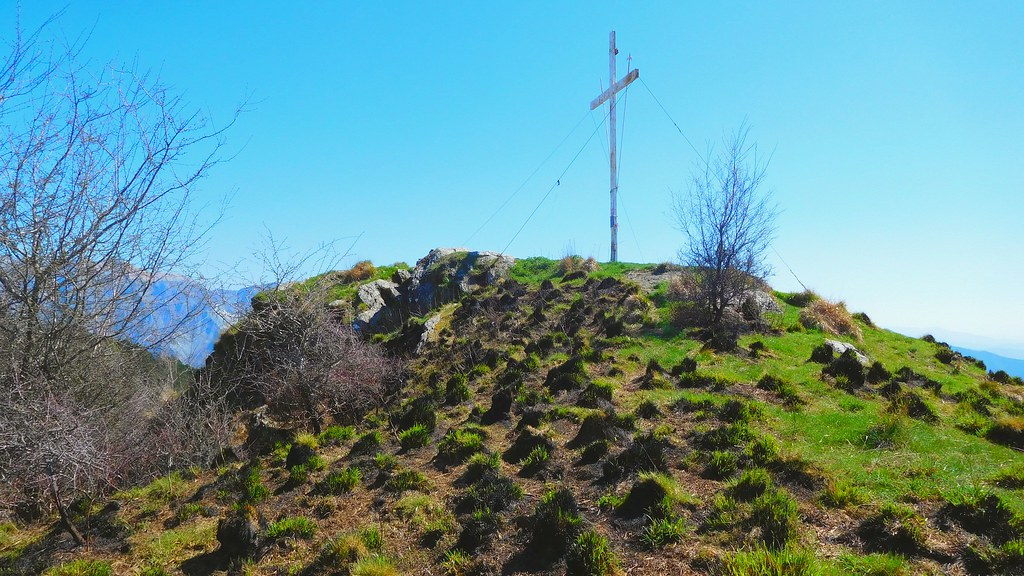
La croce posta sulla vetta del Monte Brugiana

### Il trasporto
Fabbricata nell'estate del 1956 grazie a prestazioni di dopolavoro e straordinari dai dipendenti del Nuovo Pignone di Massa, venne donata da Franco Lazzini alla Parrocchia di Pieve di San Vitale (Mirteto, frazione del comune di Massa) per poi essere trasportata dai parrocchiani stessi sulla cima del Monte, dopo la benedizione del Parroco.
I volontari, ragazzi di diverse età dai 15 ai 45 anni, caricarono i due pezzi della croce, che era stata precedentemente smontata, in due furgoncini per procedere in macchina fino al paese di Bargana sul versante massese. Le strade dell'epoca non permettevano di proseguire oltre perciò i pezzi della croce furono portati a spalla fino alla vetta dove, la settimana precedente, dei parrocchiani avevano costruito un piedistallo. Il 30 settembre 1956 la croce fu montata e issata sulla cima, nella posizione attuale. 

### L'inaugurazione
Domenica 16 giugno 1957 la croce venne inaugurata ufficialmente con una cerimonia che prevedeva il raduno e una messa ai piedi della croce stessa.
La croce fu illuminata artificialmente grazie ad un impianto posto ai suoi piedi che la rendeva visibile anche dalle località marittime di Massa.
Dal 1957, ogni anno, la parrocchia di Pieve di San Vitale festeggia l'anniversario dell'inaugurazione con una serie di eventi nei paesi del Monte Brugiana e sotto la croce con messe in ricordo dei caduti.

## Leggende e folklore

### Vulcano Brugiana
Il Monte Brugiana è al centro di molte leggende che hanno radici profonde nel folklore della Provincia di Massa-Carrara. La storia più famosa e riconosciuta tra la popolazione è quella secondo cui il monte sarebbe un antico vulcano spento; questa leggenda è stata tramandata da numerose generazioni di massesi e carraresi tanto da convincere erroneamente molti che non si tratti solamente di una storia, ma di una verità scientifica.

### La buca del Diavolo
Collegata alla leggenda del vulcano è la Buca del Diavolo: nei dintorni del monte viene narrata una storia che sostiene sia presente, sulle pendici del monte, una buca che porta direttamente all'Inferno. Da questo deriva il nome "Buca del Diavolo".

### Il bosco degli streghi
Una parte di bosco presente sul Monte Brugiana viene chiamata dalla popolazione "Bosco degli streghi". Il nome deriva dall'ubicazione di questa parte di bosco in un versante tetro e umido della montagna. Ciò l'ha resa soggetto di svariate leggende che la collegano a streghe e stregoni che decidevano di radunarsi in quel punto preciso per la sua natura cupa.

### Detti popolari
Sia a Massa che a Carrara, il Monte Brugiana è al centro di un detto, che è diventato famoso poi in tutta la Toscana: "Quando la Brugiana a l'ha el cappelo/ corrè a cà a pidjià l'ombrelo", tradotto dal dialetto massese: quando la cima del Monte Brugiana è coperta dalle nuvole si aspetta la pioggia.

## Tutela naturalistica
La montagna fa parte del Parco naturale regionale delle Alpi Apuane.